# Abarth 209A Boano Coupé
La Abarth 209A Boano Coupé è un prototipo realizzata nel 1955 dalla Abarth. Ne fu realizzata solo un esemplare, esposto al Louwman Museum.

## Contesto
Nel 1954 Mario Felice Boano, che all'epoca lavorava alla Ghia, volle progettare un'auto sportiva destinata al mercato americano. Per realizzare ciò, Boano si rivolse a Carlo Abarth, con il quale aveva già collaborato in precedenza. Boano disegnò l'auto con l'aiuto di Giovanni Michelotti. Abarth si occupò della realizzazione del resto dell'auto, compresa la meccanica. La maggior parte delle componenti proveniva dalla Fiat 1100, comprese le sospensioni, il cambio e il motore da 1,1 litri. L'auto ricevette alcune modifiche peculiari prodotte da Abarth, quali i carburatori e lo scarico. L'auto aveva una potenza di 66 CV e raggiungeva una velocità massima di 186 km/h. Abarth aveva quasi raddoppiato la potenza del motore, infatti la stessa unità montata sulla 110 erogava 36 CV.
La 209A venne presentata con la 208A al Salone di Torino nel 1955, per poi essere esposta nello stesso anno al Salone di Ginevra. Fu esposta anche in America al salone di Chicago. L'importatore ufficiale Abarth negli Stati Uniti, Tony Pompeo, ordinò dodici vetture, una delle quali era la 209A Boano Coupé, ma la vettura non fu mai prodotta in serie. L'unica 209A Boano Coupé prodotta, è esposta al Louwman Museum.